# Enrique Collar
Enrique Collar Monterrubio (* 2. listopad 1934, San Juan de Aznalfarache) je bývalý španělský fotbalista. Nastupoval především na postu útočníka.
Se španělskou reprezentací vyhrál mistrovství Evropy roku 1964, byť na závěrečném turnaji nenastoupil. Hrál též na mistrovství světa 1962. V národním týmu působil v letech 1955–1963 a nastoupil v 16 zápasech, v nichž vstřelil 4 branky.
S Atléticem Madrid vyhrál Pohár vítězů pohárů 1961/62. S Atléticem se stal též mistrem Španělska (1965/66) a třikrát získal španělský pohár (1959/60, 1960/61, 1964/65).